# Peix d'aigua salada

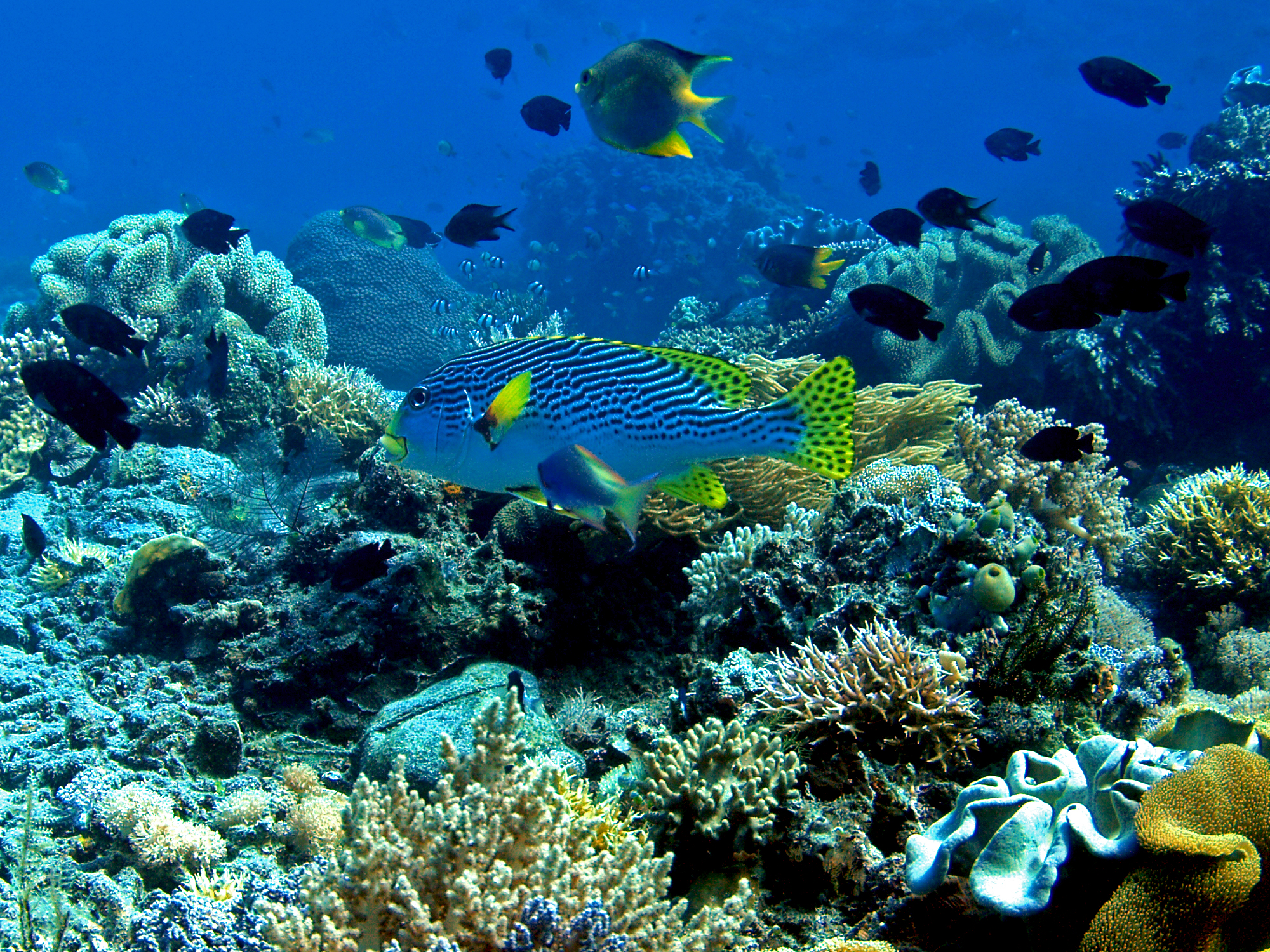
Diversos exemplars de peixos d'aigua salada.

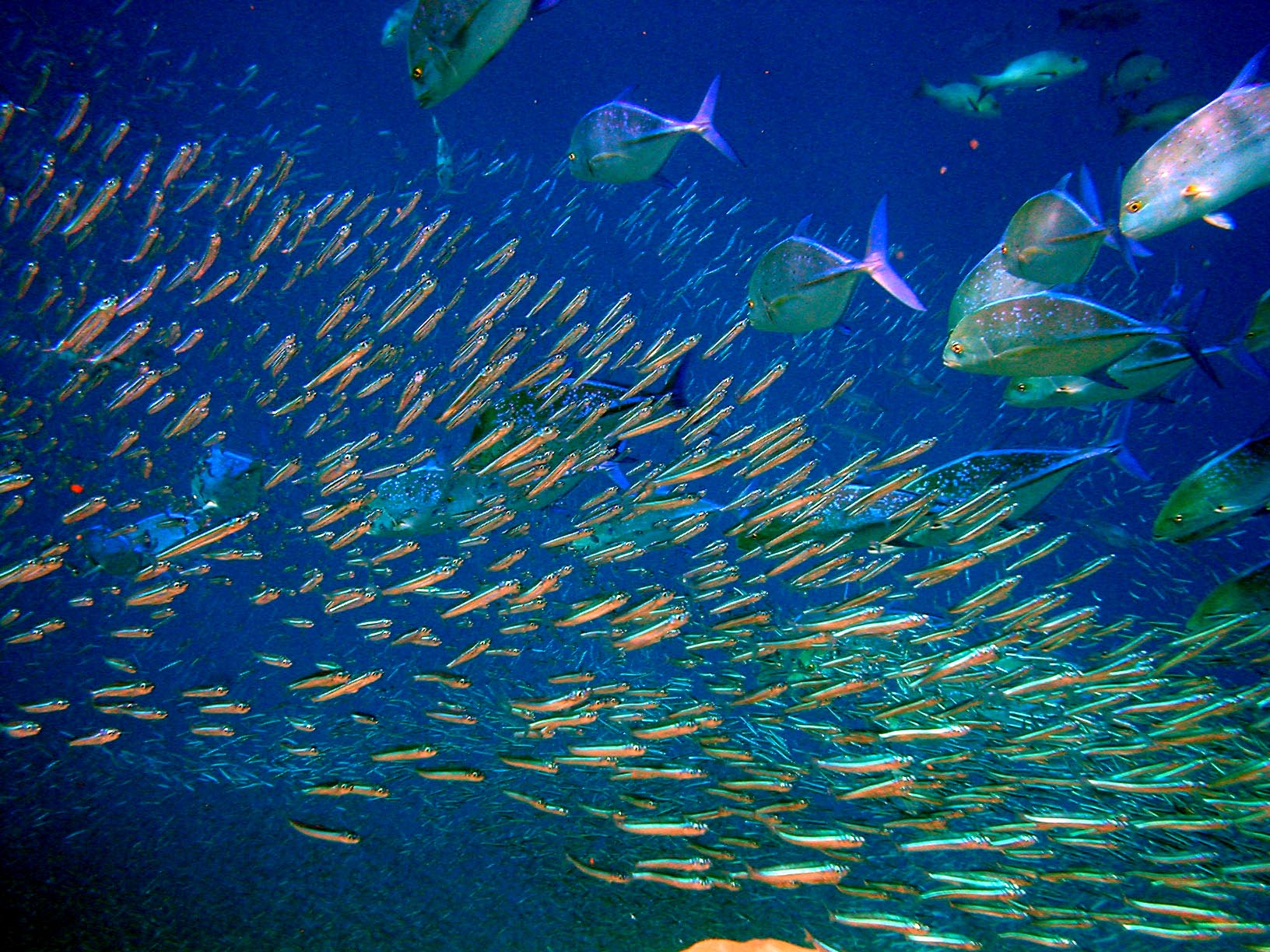
Foto submarina que mostra una sorella d'aleta blava depredadora apresant un banc d'anxoves.

Els peixos d'aigua salada, també anomenats peixos marins, són peixos que viuen a l'aigua del mar i de l'oceà. Poden nedar i viure sols o en un gran grup anomenat banc.
Els peixos d'aigua salada es mantenen molt sovint en aquaris per entreteniment. També se'n capturen molts per consumir-los o cultivar-los en aqüicultura; no obstant això, moltes espècies de peixos han estat sobreexplotades i estan amenaçades per la contaminació marina o els canvis ecològics causats pel canvi climàtic.
Els peixos que viuen al mar o a l'oceà poden ser carnívors, herbívors o omnívors. Els herbívors mengen coses com les algues i les herbes marines florides; moltes dietes d'herbívors consisteixen principalment en algues, i la majoria dels peixos d'aigua salada mengen tant macroalgues com microalgues. Molts peixos mengen algues vermelles, verdes, marrons i blaves, però alguns peixos prefereixen certs tipus. La majoria dels peixos d'aigua salada que són carnívors no mengen algues en cap cas; les seves dietes consisteixen en gambes, plàncton o petits crustacis.
Classificació dels peixos d'aigua salada per hàbitats:
- els peixos de costa (també peixos de platja) habiten el mar entre la línia de la costa i la vora de la plataforma continental
- els peixos abisals viuen per sota de la zona fòtica de l'oceà, és a dir, on no penetra prou llum perquè es produeixi la fotosíntesi
- els peixos pelàgics viuen en la zona pelàgica, a prop de la superfície del mar o d'un llac
- els peixos demersals viuen al fons del mar o d'un llac o prop d'ell
- els peixos d'esculls de corall s'associen a un escull de corall